# Hillside (Illinois)
Hillside és una vila dels Estats Units a l'estat d'Illinois. Segons el cens del 2000 tenia 8.155 habitants.

## Demografia
Segons el cens del 2000, Hillside tenia 8.155 habitants, 2.998 habitatges, i 2.035 famílies. La densitat de població era de 1.464,5 habitants/km².
Dels 2.998 habitatges en un 32,3% hi vivien nens de menys de 18 anys, en un 48,3% hi vivien parelles casades, en un 14,7% dones solteres, i en un 32,1% no eren unitats familiars. En el 27,5% dels habitatges hi vivien persones soles el 9,1% de les quals corresponia a persones de 65 anys o més que vivien soles. El nombre mitjà de persones vivint en cada habitatge era de 2,64 i el nombre mitjà de persones que vivien en cada família era de 3,25.
Per edats la població es repartia de la següent manera: un 24,7% tenia menys de 18 anys, un 8,5% entre 18 i 24, un 31,8% entre 25 i 44, un 19,4% de 45 a 60 i un 15,6% 65 anys o més.
L'edat mediana era de 36 anys. Per cada 100 dones de 18 o més anys hi havia 89,5 homes.
La renda mediana per habitatge era de 50.776 $ i la renda mediana per família de 59.375 $. Els homes tenien una renda mediana de 37.321 $ mentre que les dones 32.051 $. La renda per capita de la població era de 21.638 $. Aproximadament el 4,9% de les famílies i el 6,3% de la població estaven per davall del llindar de pobresa.

## Poblacions properes
El següent diagrama mostra les poblacions més properes.